# Oryctanthus minor
Oryctanthus minor är en tvåhjärtbladig växtart som beskrevs av Kuijt. Oryctanthus minor ingår i släktet Oryctanthus och familjen Loranthaceae. Inga underarter finns listade i Catalogue of Life.